# Peneira (futebol)
Peneira é a seleção que os clubes  de futebol fazem para descobrir novos atletas nas categorias de base, isto é, entre os menores de 18 anos, que ainda não começaram a carreira profissional. Essa seleção pode ser aberta, entre quem ainda não tem vínculo com os clubes, ou não, neste caso, feita entre os jogadores das escolinhas licenciadas dos clubes.
É muito comum que se façam jogos sucessivos entre os avaliados a fim de os olheiros e os treinadores testarem seu domínio nos fundamentos, como chute, drible, cabeceio, etc., e passá-los ou não para novas avaliações, cada vez mais detalhadas.
O sucesso no futebol profissional pode não vir na primeira peneira: o jogador Cafu foi recusado na primeira peneira, somente sendo levado a um grande clube quando foi visto por um olheiro jogando em um pequeno clube de Itaquaquecetuba.